# Nias (huyện)
Huyện Nias là một huyện (kabupaten) thuộc tỉnh Bắc Sumatra, Indonesia. Huyện lỵ đóng ở Gunung Sitoli. Huyện có diện tích 3799 km2, sân số theo điều tra năm 2000 là 678.347 người.
Năm 2020, dân số tại huyện Nias là 146,672 người. Mật độ dân số 180,2/km².

## Các đơn vị hành chính
Huyện gồm có 32 phó huyện hành chính (kecamatan) sau::
1. Idanogawo
2. Bawolato
3. Ulugawo
4. G i d o
5. Gunungsitoli Idanoi
6. Lolofitu Moi
7. Ma'u
8. Somolo-molo
9. Sirombu
10. Lahomi
11. Mandrehe
12. Mandrehe Barat
13. Moro'o
14. Mandrehe Utara
15. Ulu Moro'o
16. Hiliduho
17. Hili Serangkai
18. Botomuzoi
19. Gunungsitoli Alo'oa
20. Gunungsitoli
21. Gunungsitoli Selatan
22. Tuhemberua
23. Lotu
24. Sitolu Ori
25. Gunungsitoli Utara
26. Sawo
27. A l a s a
28. Namohalu Esiwa
29. Alasa Talu Muzoi
30. Lahewa
31. Afulu
32. Lahewa Timur